# Amalou Ighriben
Amalou Ighriben är en ort i Marocko, en förort till Khénifra. Den ligger i provinsen Khénifra och regionen Béni Mellal-Khénifra, 160 km sydost om huvudstaden Rabat. Vid folkräkningen 2004 räknades orten som stad i landskommunen Moha Ou Hammou Zayani och hade då 28 933 invånare.